# Равновесие дрожащей руки
Равновесие дрожащей руки (англ. trembling hand perfect equilibrium) — принцип оптимальности в некооперативных играх, представляющий собой равновесие Нэша, обладающее дополнительным свойством устойчивости к достаточно малым отклонениям игроков от равновесных стратегий. Сформулировано Р. Зельтеном в работе 1975 года.

## Формальное определение
Пусть задана игра в нормальной форме {\displaystyle \Gamma =<I,\{X_{i}\}_{i\in I},\{H_{i}\}_{i\in I}>}. Набор смешанных стратегий игроков q называется равновесием дрожащей руки, если существует такая последовательность
вполне смешанных стратегий {pε} → q, что стратегия qi является наилучшим ответом игрока i на стратегии остальных игроков из набора pε.
Как и равновесие Нэша, равновесие дрожащей руки существует в смешанном расширении в любой некооперативной игре с конечными множествами стратегий игроков.

## Пример
Приведенная в таблице игра двух лиц отображенная в нормальной форме имеет два равновесия Нэша: (Верх, Лево) and (Низ, Право). Однако, только (В, Л) является равновесием дрожащей руки.

Соотношение равновесных концепций решения. Стрелками обозначено направление от рафинирований к менее требовательным концепциям

Действительно, предположим, что игрок 1 использует смешанную стратегию {\displaystyle (1-\epsilon ,\epsilon )}, для некоторого {\displaystyle 0<\epsilon <1}. Ожидаемый выигрыш игрока 2, если он играет Лево, составит:
{\displaystyle 1(1-\epsilon )+2\epsilon =1+\epsilon }.
Ожидаемый выигрыш игрока 2 при выборе стратегии Право составит:
{\displaystyle 0(1-\epsilon )+2\epsilon =2\epsilon }.
Для достаточно малых значений ε, игрок 2 максимизирует свой ожидаемый выигрыш, используя стратегию Право с минимальным весом. Аналогично, игрок 1 должен использовать с минимальным весом стратегию Низ, если игрок 2 использует смешанную стратегию {\displaystyle (1-\epsilon ,\epsilon )}. Следовательно, (В, Л) является равновесием дрожащей руки.
Аналогичные рассуждения не выполняются для профиля стратегий (Н, П). Действительно, предположим, что игрок 1 использует смешанную стратегию {\displaystyle (\epsilon ,1-\epsilon )}. Ожидаемый выигрыш игрока 2, если он использует Л, составит:
{\displaystyle 1\epsilon +2(1-\epsilon )=2-\epsilon }.
Ожидаемый выигрыш игрока 2 при использовании стратегии П:
{\displaystyle 0(\epsilon )+2(1-\epsilon )=2-2\epsilon }.
В этом случае для любых положительных значений ε, игрок 2 максимизирует свой ожидаемый выигрыш, используя П с минимальной частотой. Следовательно, (Н, П) не является равновесием дрожащей руки, так как при небольшой вероятности ошибок игрок 2 максимизирует свой ожидаемый выигрыш, отклоняясь от данной стратегии.